# Іллінська волость (Одеський повіт)
Іллінська волость — історична адміністративно-територіальна одиниця Одеського повіту Херсонської губернії.
Станом на 1886 рік складалася з 6 поселень, 5 сільських громад. Населення — 1308 осіб (628 чоловічої статі та 680 — жіночої), 230 дворових господарств.
|                     | Площа, десятин | У тому числі орної, дес. |
| ------------------- | -------------- | ------------------------ |
| Сільських громад    | 2654           | 2199                     |
| Приватної власності | 6922           | 4170                     |
| Казенної власності  | 37             | 8                        |
| Іншої власності     | —              | —                        |
| Загалом             | 9613           | 6377                     |

Найбільші поселення волості:
- Іллінка — село при ставках за 25 верст від повітового міста, 312 осіб, 52 двори, поштова ставка, лавки.
- Маринівка — село при Хаджибейському лимані, 378 осіб, 54 двори, школа.